# 에스토니아 크론
크론(에스토니아어: kroon), 복수형 크로니(krooni)는 에스토니아의 옛 통화로 1 크론은 100 센티(senti, 단수형 센트(sent))에 해당된다. 5, 10, 20, 50 센트, 1, 5 크론 동전과 1, 2, 5, 10, 25, 100, 500 크론 지폐가 통용되었다.
1928년 에스토니아는 크론을 처음 도입했지만 1940년 소비에트 연방에 병합되면서 소비에트 연방 루블로 대체되었다. 1992년 소비에트 연방에서 독립하면서 크론을 재도입했으며 2004년 6월 28일 ERM II에 가맹했다. 에스토니아는 2011년 1월 1일을 기해 유로를 도입했으며 2011년 1월 1일부터 1월 14일까지 유로와 크론이 함께 통용되었다.

## 같이 보기
- 에스토니아의 경제
- 에스토니아의 유로 주화